# Voices of Eden
Voices of Eden är Fläskkvartettens tolfte album och kom ut i början av 2007. Ett flertal gästartister medverkar på skivan, däribland Anna Ternheim, Joakim Thåström och Robyn. Skivan var planerad sedan år 2003. Fläskkvartetten har skrivit musiken men artisterna har fått hitta på en egen text till. Örjan Högberg har skrivit den största delen av all musik.

## Låtförteckning
1. Stay the Same (Ollie Olson/Christian Waltz/Fläskkvartetten) – 3:10 (sång av Christian Walz)
2. Tillisaba (Solo Cissokho/Fläskkvartetten) – 4:45 (sång av Solo Cissokho)
3. This One's for You (Andreas Mattsson/Fläskkvartetten) – 3:46 (sång av Robyn)
4. Brigades (Johan Renck/ Fläskkvartetten) – 3:50 (Johan Renck och Titiyo)
5. You Were There (Andreas Mattsson/Fläskkvartetten) – 4:19 (sång av Daniel Bellqvist)
6. T.K.K. (Joakim Thåström/Fläskkvartetten) – 3:07 (sång av Joakim Thåström)
7. Seventh Day (Thomas Rusiak/Patrik Elofsson/Freddie Wadling/Fläskkvartetten) – 3:56 (sång av Freddie Wadling)
8. Whores and Slaves (Theodor Jensen/Fläskkvartetten) – 3:38 (sång av Theodor Jensen)
9. Always Something There to Remind Me (Burt Bacharach/Hal David) – 3:52 (sång av Freddie Wadling)
10. Leave a Light (Anna Ternheim/Fläskkvartetten) – 3:28 (sång av Anna Ternheim)
11. Slowly Summer Sighed (Andreas Mattsson/Fläskkvartetten) – 3:51 (Andreas Mattsson)
12. That Word (Nicolai Dunger/Fläskkvartetten) – 4:07 (sång av Nicolai Dunger)

## Medverkande
- Fläskkvartetten
  - Jonas Lindgren – violin
  - Örjan Högberg – viola
  - Mattias Helldén – cello
  - Sebastian Öberg – cello
  - Christian Olsson – slagverk
- Christoffer Berg, Olof Dreijer – trumprogrammering, sampler (spår 2, 10)
- Klas Åhlund – trummor, bas (spår 4)
- Carl-Michael Herlöfsson – trumprogrammering (spår 8)
- Sonia Kolésnik Lindgren – kör (spår 9)
- Julian Kolésnik Lindgren – trombon (spår 9)
- Anna Ternheim – piano (spår 10)

## Listplaceringar
| Lista (2007) | Topplacering |
| ------------ | ------------ |
| Sverige      | 7            |